# Éva Gauthier
Ida Joséphine Phoebe Éva Gauthier (20 de septiembre de 1885 – 20 o 26 de diciembre de 1958) fue una mezzosoprano canadiense-estadounidense y profesora de canto. Interpretó y popularizó canciones de compositores contemporáneos a lo largo de su carrera y cantó en los estrenos estadounidenses de varias obras de Erik Satie, Maurice Ravel e Igor Stravinsky, incluido el papel principal en Perséphone de este último.
Con Lady Zoé Laurier y Sir Wilfrid Laurier y Lord Strathcona como sus patrocinadores, Eva Gauthier se entrenó y actuó inicialmente en Europa. Luego viajó a Java y durante cuatro años se sumergió en su música nativa, que presentó al público norteamericano a su regreso. Se retiró de la actuación en 1937 y abrió un estudio de voz en Nueva York, donde se convirtió en miembro fundador del American Guild of Musical Artists y formó parte de su junta de directores. Gauthier fue elogiada por las muchas cualidades que su canto aportaba a la música. La cita de la Sociedad Campion de San Francisco, que recibió en 1949, decía: "... su rara mentalidad abierta y su entusiasmo poco ortodoxo fueron inicialmente responsables del reconocimiento de muchos compositores modernos vitales e importantes".

## Carrera de cantante
Nació en Ottawa, Ontario y recibió lecciones musicales cuando era niña en armonía, voz y piano. Debutó como profesional cantando en la Basílica de Notre Dame de Ottawa para la misa fúnebre de la Reina Victoria en 1901. La costumbre de la época dictaba que los músicos norteamericanos viajaban a Europa para formarse si deseaban una carrera profesional de renombre, y en julio de 1902, a la edad de diecisiete años, Gauthier partió hacia Europa, financiada por su tía y su tío, Lady Zoé Laurier y Sir Wilfrid Laurier.

### Formación en Europa
Gauthier viajó a Francia, donde recibió lecciones privadas de canto de Auguste-Jean Dubulle del Conservatorio de París. Tuvo problemas en los nódulos en sus cuerdas vocales pero sanó tras una operación quirúrgica. Más tarde comenzó a entrenar con Jacques Bouhy, a quien más tarde acreditaría por su técnica vocal. En 1906, Gauthier fue contratada por la también cantante canadiense Emma Albani para acompañarla en una gira por Inglaterra y su gira de despedida en Canadá. Albani proporcionó un grado de tutoría a Gauthier durante la gira de 30 semanas por Canadá. 
Lord Strathcona le otorgó a Gauthier una beca en 1906 que le permitió regresar a Europa y continuar sus estudios vocales. Su primera ópera tuvo lugar en 1909 en Pavía, Italia, como Micaela en Bizet 's Carmen. Consiguió un segundo papel operístico como Mallika en Lakmé de Delibes, que estaba siendo interpretada por la compañía de ópera Covent Garden de Londres. La ópera se inauguró en junio de 1910. Supuestamente, Luisa Tetrazzini, la prima donna soprano de la compañía, temía que la voz de Gauthier eclipsara la suya y exigió que se retirara a Gauthier de la ópera. El director de la compañía accedió a las demandas de Tetrazzini e informó a Gauthier en la noche del estreno que ella no actuaría. En lugar de ceder al chantaje artístico, Gauthier abandonó la ópera por completo.

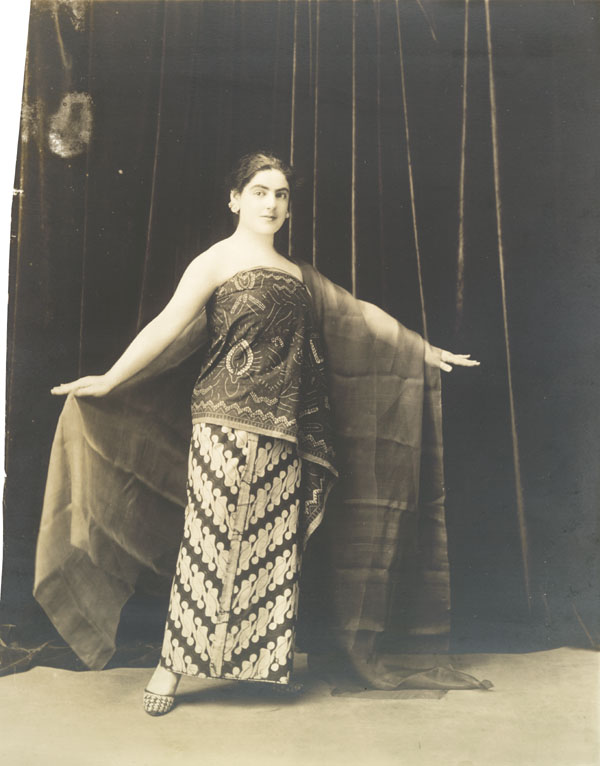
Éva Gauthier en traje javanés

### Traslado a Java
Decepcionada por su bloqueo en la escena operística, Gauthier se trasladó a Java . Allí conoció a un importador y gerente de plantación holandés llamado Frans Knoote. Se casaron el 22 de mayo de 1911. Gauthier estudió la música de Java y comenzó a incluirla en su repertorio. Su pianista acompañante fue Paul Seelig, quien anteriormente había sido el director del Kraton de Surakarta, lo que brindó a Gauthier una serie de oportunidades. Con permiso de la corte javanesa, estudió gamelán, probablemente siendo la primera mujer occidental con una educación musical clásica en tener esta oportunidad. Mientras vivía en Java, viajó mucho, dando conciertos en China, Japón, Singapur, Malasia, Australia y Nueva Zelanda. Permaneció en Java durante cuatro años, pero con el estallido de la Primera Guerra Mundial decidió regresar a Estados Unidos, llegó a la ciudad de Nueva York en el otoño de 1914. 

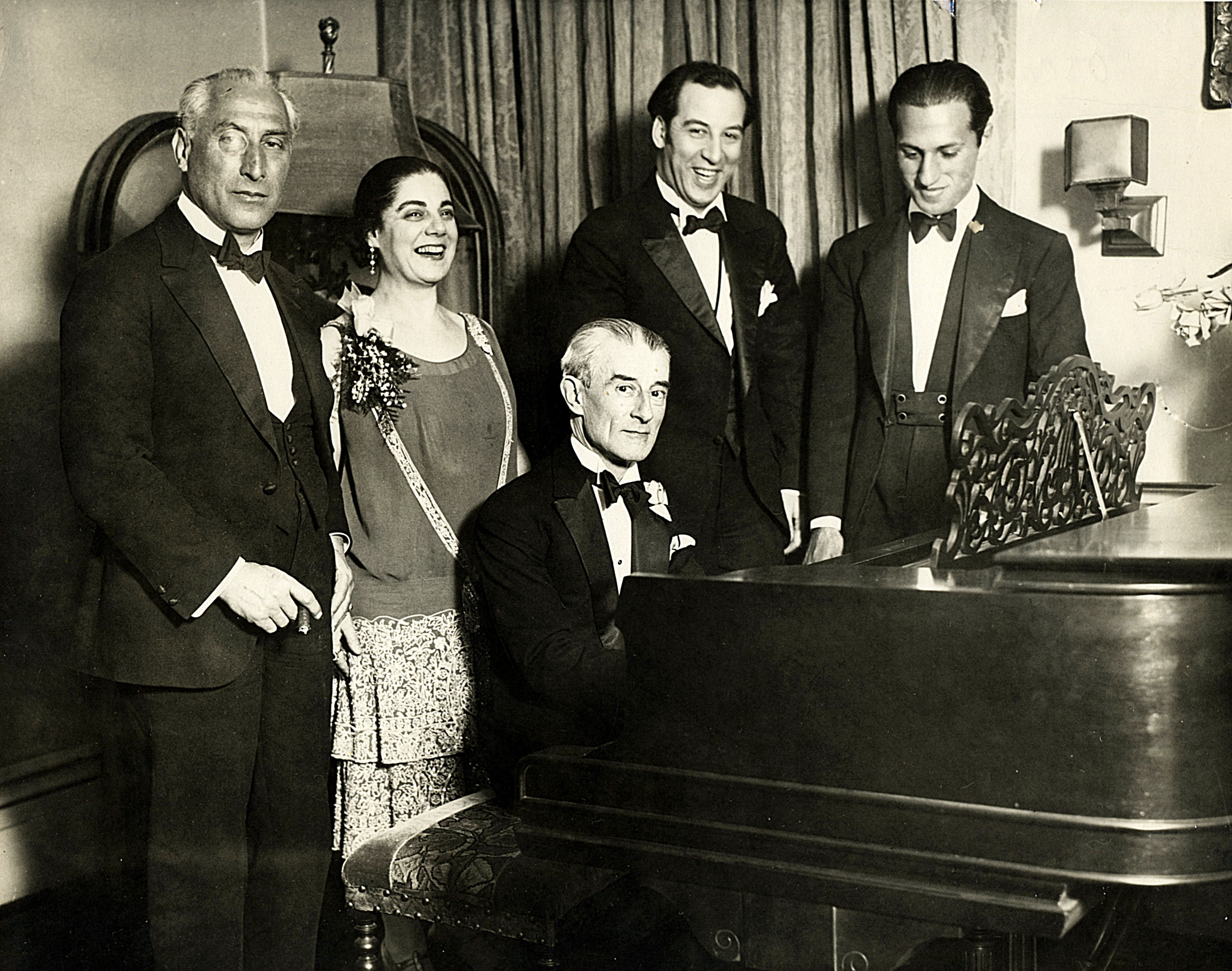
Fiesta de cumpleaños en honor a Maurice Ravel en la ciudad de Nueva York, 8 de marzo de 1928. De izquierda a derecha: Oscar Fried, Eva Gauthier, Ravel al piano; Manoah Leide-Tedesco; y George Gershwin.

### Regreso a Estados Unidos
Al llegar a Nueva York, Gauthier luchó por encontrar un nicho en una escena musical ya abarrotada. Presentó una obra en Vaudeville titulada Songmotion, que combinaba música de Java con bailarines. Nueva York ya era el hogar de muchos artistas musicales norteamericanos y europeos, por lo que Gauthier se centró en su repertorio musical de Java, que combinó con el conocimiento y la habilidad del canto occidental modernista. Comenzó a dar recitales anuales en Aeolian Hall, llamando la atención de muchos compositores destacados. Adquirió su propia reputación rápidamente, conocida como una "... proveedora sensible de canciones interesantes y no probadas". Interpretó tres canciones de Maurice Ravel y estrenó los piezas Three Japanese Lyrics de Stravinsky y Five Poems of Ancient China and Japan de Griffes. La actuación fue un gran éxito y empezó a recibir invitaciones para realizar estrenos de canciones de compositores contemporáneos. Stravinsky quiso que Gauthier estrenara todas sus piezas vocales.Gauthier viajó a París en 1920 a instancias de la Music League of America. Enviada allí para organizar una gira por América del Norte por Maurice Ravel, entabló amistad y correspondencia profesional no solo con él, sino también con Erik Satie y Les Six. Esto llevó a que varios compositores le enviaran más música que ella estrenaría en concierto. Aceptó y estrenó casi todas las obras que se le enviaron, con la única excepción de la negativa a interpretar Pierrot Lunaire de Arnold Schoenberg. 

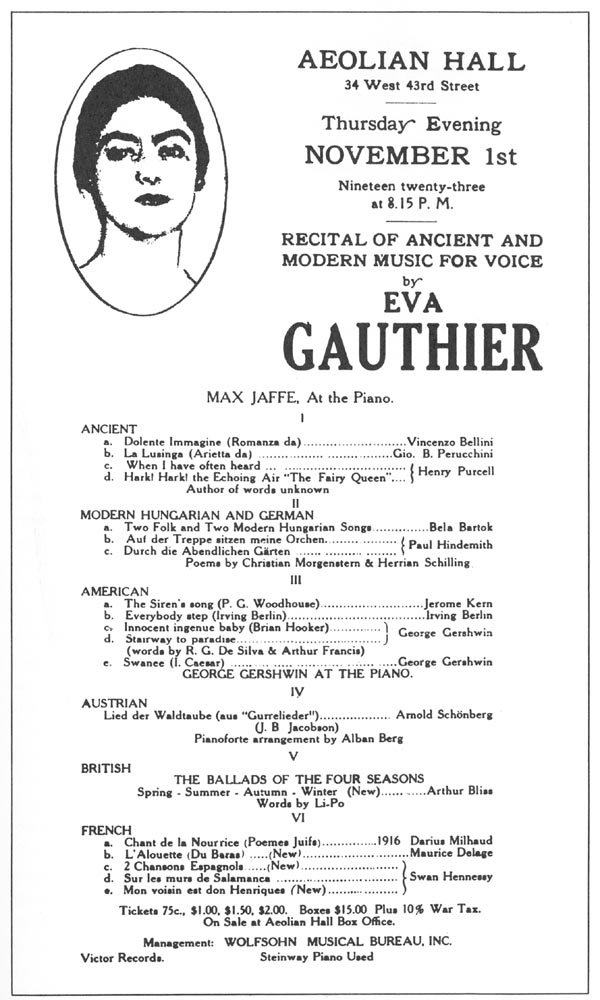
El cartel del Recital de Música Antigua y Moderna para Voz

Realizó giras por América con frecuencia y regresó a Europa en 1922, y nuevamente en 1923. También comenzó a explorar la música Jazz en concierto, lo que le valió críticas negativas por parte de muchos críticos. 
Su actuación anual de 1923 en Aeolian Hall titulada "Recital de música antigua y moderna para voz" se convirtió en una ocasión histórica cuando presentó las obras de George Gershwin, la primera vez que sus obras fueron interpretadas por un cantante clásico. La primera mitad del programa presentó obras consideradas música seria en ese momento. Interpretó obras de Vincenzo Bellini y Henry Purcell, mezclándolas con obras modernistas y neoclásicas de Béla Bartók, Paul Hindemith, Arnold Schoenberg, Arthur Bliss, Darius Milhaud, Maurice Delage y Swan Hennessy. Sin embargo, en la segunda mitad alteraría el orden musical. Abrió con Alexander's Ragtime Band de Irving Berlin, luego interpretó obras de Jerome Kern y Walter Donaldson, y finalmente terminó con tres obras de George Gershwin: I'll Build a Stairway to Paradise, Innocent Ingénue Baby y Swanee. Gershwin tocó el piano para estas piezas. Entre las figuras importantes de la audiencia se encontraban Ernestine Schumann-Heink, Virgil Thomson y Paul Whiteman. Aunque algunos críticos musicales criticaron su decisión de incluir música Jazz, el concierto fue en general un gran éxito, y provocó una seria discusión entre el público conservador sobre si la música jazz podría considerarse un arte serio.
A veces, como sus interpretaciones de Gershwin en Nueva York en 1923 y 1925, así como en Londres en 1925, tuvo bastante éxito. Un crítico de Viena dio la bienvenida a su selección musical como un respiro a las habituales interpretaciones clásicas como Schubert, Brahms, Wolf, Richard Strauss mientras elogiaba su habilidad con opciones más clásicas. Y otras actuaciones, sin embargo, fue abucheada mientras interpretaba obras de Heitor Villa-Lobos en el Festival de la Sociedad Internacional de Música Contemporánea en Venecia. Se convirtió en una celebridad y continuó sus giras en los Estados Unidos, Europa y su Canadá natal. En el sexagésimo aniversario de la Confederación Canadiense en 1927, actuó en Ottawa, fue la primera transmisión de radio transcontinental en Canadá. Aunque realizaba giras por Canadá de vez en cuando y asistía a presentaciones de música canadiense en Nueva York, tenía una opinión negativa del trato de Canadá a los músicos nativos, diciendo que "los canadienses ... prefieren escuchar a los extranjeros que a sus propios artistas".

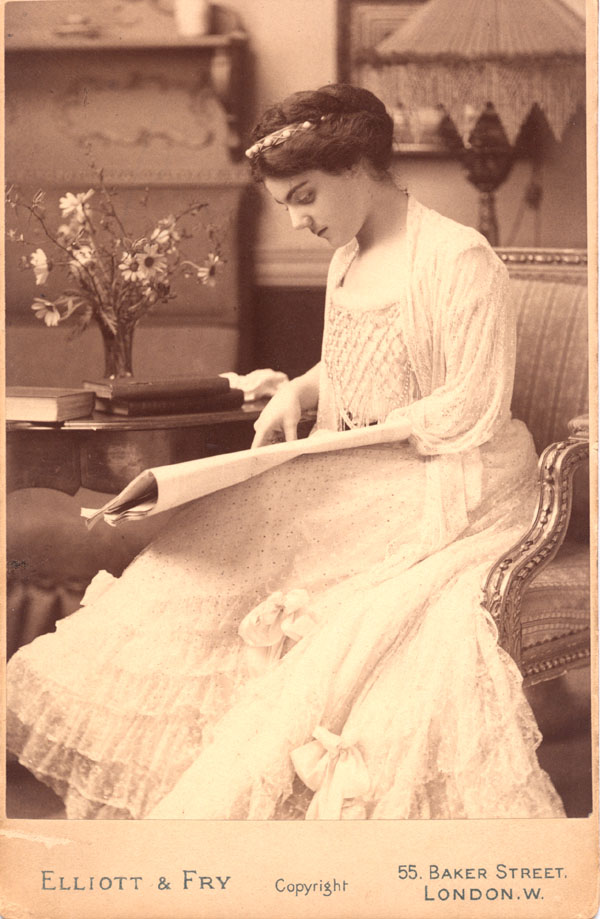
Éva Gauthier, 1905

### Retiro del escenario
La enfermedad obligó a Gauthier a retirarse a fines de la década de 1920, pero volvería a los escenarios en 1931, dando un concierto en La Habana, Cuba. A medida que pasaba el tiempo, comenzó a dedicarse cada vez más a la enseñanza y cada vez menosa actuar. Sus ingresos de la enseñanza eran sustancialmente mejores que los de las giras. Se retiró de la actuación por completo en 1937 y abrió un estudio de música en Nueva York. Allí se convirtió en miembro fundador del American Guild of Musical Artists, y formó parte de su junta de dirección. Murió a fines de diciembre de 1958 en la ciudad de Nueva York.

## Puntos de vista de la crítica y el público
Gauthier fue controvertida en su época. Su elección de música para la interpretación a menudo fue criticada y a menudo elogiada. La idoneidad de la música jazz para una cantante de formación clásica, combinada con las actuaciones que se llevan a cabo en salas de conciertos, llevan a algunos críticos a animarla por promover música que de otra manera se pasaría por alto, y a otros a condenarla por llevar la música popular a un lugar intelectual.
En mayo de 1917 el periódico The New York Times elogió su talento natural, con algunas reservas sobre la calidad sin pulir de su voz. También se elogió su capacidad para captar el espíritu de las piezas: "... su canto de canciones de los franceses de hoy y de anteayer fue un placer por su comprensión y la expresión adecuada que encontró para ellas".
La revista Time en su número del 12 de noviembre de 1923 se centró en su elección de incluir selecciones de música jazz contemporánea. El crítico comentó "Su voz era demasiado buena para el jazz". Aquí fue elogiada como una artista erudita y seria cuya actuación fue "... ordenada y expresiva". El público recibió el concierto con mucho entusiasmo.
Su actuación en Fargo en 1923 resultó en un titular en el Foro de Fargo al día siguiente que se tituló El programa de Eva Gauthier hace vibrar a toda la ciudad: muchas personas tienen dos mentes con respecto a los números de jazz - algunos admiten a regañadientes que les gustan - otros guardan silencio o los rechazan. La reseña divide a la audiencia y los críticos en varios campos: aquellos que disfrutaron y aplaudieron abiertamente la actuación; los que abiertamente lo desagradaron y lo condenaron; aquellos que no están seguros de cómo reaccionar ante una actuación que les gustó pero que consideraron inapropiada; y aquellos a quienes les gustó la actuación pero no mostrarían aprobación por temor a parecer tontos o incultos.